# Archivo Diseño y Arquitectura
Archivo Diseño y Arquitectura es un proyecto dedicado a exponer, investigar y repensar el diseño y la arquitectura en sus múltiples formas y manifestaciones. Fundado por el arquitecto mexicano Fernando Romero y Soumaya Slim en 2012, Archivo cuenta con una colección de diseño de más de 1,500 objetos, tanto internacionales como de origen mexicano, y la biblioteca personal del conocido arquitecto modernista mexicano Enrique del Moral.

## Historia
Archivo Diseño y Arquitectura se ubicó originalmente en una vivienda modernista de 1952 construida por el artista y arquitecto Arturo Chávez Paz, localizada en el tradicional barrio Tacubaya de la Ciudad de México, al lado del Patrimonio Mundial, Casa Luis Barragán. Chávez Paz –que nunca terminó la escuela de arquitectura– fue un artista e ilustrador que trabajó en estrecha colaboración con el grupo abstracto modernista de vanguardia, como Mathias Goeritz y Henry Moore. ÉL se encargó de todas las ilustraciones para Platería Ortega, los primeros clientes de Barragan en el barrio para los que construyó Casa Ortega en 1943. El otro solo edificio de Chávez Paz conocido hasta la fecha es la casa en la misma calle, Francisco Ramírez 13. Archivo también colindaba con la antigua casa de Enrique del Moral, ahora galería de arte contemporáneo, LABOR. Este pequeño rincón de la ciudad se convirtió en un destino cultural importante, ahora conocido como el ¨Tacubaya Triangle¨.
En la primavera de 2019, el despacho de arquitectura de Fernando Romero mudó sus oficinas a la planta baja del edificio de Archivo. Hacia finales de ese mismo año, éste ocupó parte de la planta alta, lo que llevó a Archivo a cerrar al público las puertas de su espacio original para reubicar su colección y presentar sus exposiciones en sedes alternativas.

## Actividades Públicas
Desde su inauguración, Archivo Diseño y Arquitectura ha acogido más de doce exposiciones de diseño, entre ellas Felicidad es una Esponja Caliente (y Fresca), comisariada por Guillermo Santamarina, Instrucciones de Montaje , comisariada por la oficina de Arquitectura mexicana Productora y The Letter E is Everywhere [3] Comisariada por el diseñador gráfico berlinés Manuel Raeder. Otras exposiciones han sido curadas por figuras importantes como Pablo León de la Barra, Cecilia León de la Barra y Mario García Torres. Archivo también ha acogido una serie de talleres, charlas y otros eventos abiertos al público, que han contribuido a ampliar el campo del diseño en México.
En 2014, Archivo publicó su primer libro, Tradición y modernidad , con el apoyo de la Fundación Graham de Chicago, 6 años después, lanzó ARCHIVO(S): Camino Real.

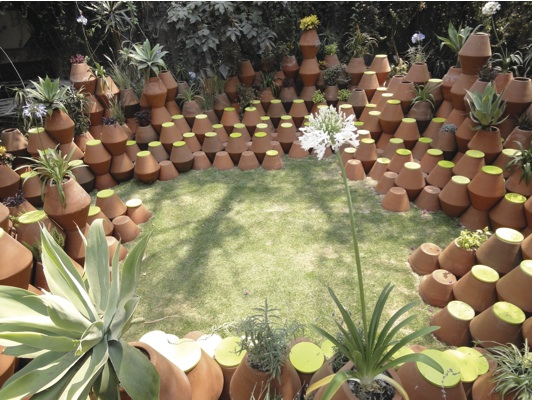
Pabellón Archivo.